# Mirella Ferraz
Mirella Ferraz Nogueira (São Paulo, 7 de abril de 1983) é uma escritora, roteirista, ativista ambiental, bailarina e coreógrafa de dança do ventre e a primeira sereia profissional brasileira. Desde 2012, é chamada pela mídia nacional e internacional como “A Sereia Brasileira”.

## Biografia
Em 1999, começou a carreira como assistente de palco do programa Fantasia no SBT. Em 2012, após ter participado do quadro Me Leva Brasil, do programa jornalístico Fantástico, na Globo, na qual o jornalista Maurício Kubrusly a levou até o Aquário de São Paulo para ela mergulhar com tubarões e arraias vestindo sua cauda de sereia, o sucesso saiu do meio eletrônico para o meio televisivo. A partir daí, inúmeros convites surgiram e Mirella participou de vários programas de canais da TV aberta e da TV paga, sendo apelidada como A Sereia Brasileira por ser a primeira e única sereia profissional do Brasil.
A mídia impressa também se interessou por ela, bem como importantes revistas como Veja e Época e jornais como Folha de S.Paulo.
Posteriormente seu trabalho como mergulhadora e sereia no Aquário de São Paulo foi divulgado pela mídia internacional, que passou a fazer matérias com ela. Desde 2013, veículos de imprensa de vários países como a Rússia, Japão, Estados Unidos, Alemanha, Índia, Reino Unido e Espanha constantemente realizaram reportagens sobre ela, com matérias que chegaram a estampar a capa do jornal britânico The Sun.

### Carreira como escritora
Filha e neta de escritores, Mirella foi apresentada à literatura desde nova. Aliando seu amor pela literatura ao pelas sereias, em 2012 publicou seu primeiro romance, intitulado Sereias: O Segredo das Águas, pela editora Novo Século. A editora não forneceu o número de cópias vendidas.
Em 2013, participou de uma coletânea de contos, intitulada Em Contos de Amor, pela editora Subtítulo, com o conto Amor e Vinho.
Em 2014, publicou seu segundo romance, intitulado Quando as Sereias Choram, pela também editora Novo Século. Publicou também o conto chamado Sereias Também Caminham pela Amazon.
Em 2015, Mirella Ferraz se tornou roteirista, em parceria com a produtora Stair, e há projetos de seus livros e contos se tornarem filmes de curta e longa metragem, com roteiros de sua autoria.
Em 2018, participou da antologia de contos Por Baixo d'Água, publicada pela Editora Rouxinol.

## Obras

### Livros
- Sereias: O Segredo das Águas. Barueri, SP: Novo Século. 2012. ISBN 978-8576797845
- Quando as Sereias Choram. Barueri, SP: Novo Século. 2014. ISBN 978-8542803495

## Na cultura popular
Em 2017, Mirella foi responsável por treinar a atriz Isis Valverde para interpretar a sereia Ritinha, na telenovela da Globo A Força do Querer, escrita por Glória Perez. Mirella ensinou mergulho, apneia, acrobacias e a usar a cauda de sereia, feita de silicone, além de ter inspirado a personagem. Posteriormente, Mirella afirmou estar desapontada com a autora da telenovela, afirmando que teve a sua história desrespeitada.